# Markus Koster
Markus Koster (* 14. September 1972 in Trier) ist ein ehemaliger deutscher Fußballspieler.

## Karriere
Der 1,74 m große Mittelfeldakteur spielte in seiner Jugend beim TuS Kenn und dem SV Wittlich. 1994 wechselte er zum FSV Salmrohr, bei dem er sechs Jahre lang unter Vertrag stand. Im Jahr 2000 schloss sich Koster Eintracht Trier an. Er absolvierte in den Jahren 2002 und 2003 sieben Spiele in der 2. Fußball-Bundesliga und erzielte dabei zwei Tore. Von 2004 bis 2006 ließ er seine Karriere beim luxemburgischen Erstligisten CS Grevenmacher ausklingen, bevor er noch einmal für die unterklassige SG Ruwertal auflief und 2007 seine aktive Karriere beendete.

## Erfolge
- 2003 – Platz sieben in der 2. Bundesliga mit Eintracht Trier